# Bairnsdale
Bairnsdale (11 282 habitants) est une ville du Gippsland dans l'État de Victoria en Australie à 285 kilomètres à l'est de Melbourne, au départ de la route des Alpes australiennes et à proximité des lacs du Gippsland sur la rivière Mitchell.
La ville était habitée à l'origine par les aborigènes Kurnai qui appelaient la ville Wy Yung ce qui est le nom de l'espèce locale d'oiseau appelée spatule.
La région fut explorée par Angus McMillan dans les années 1840 et le premier colon fut Archibald McLeod qui lui donna le nom de son village natal sur l'île de Skye: Bernisdale. Le nom fut ensuite altéré en Bairnsdale.
L'un des plus célèbres anciens habitants de la ville est l'écrivain Hal Porter qui y passa son enfance et commença sa vie d'adulte à travailler pour le "Bairnsdale Advertiser".
Bairnsdale possède un aéroport (code AITA : BSJ).

## Climat
Bairnsdale a un climat océanique (Köppen: Cfb) avec des étés tièdes et des hivers frais. Les temps maximales varient de 25,9 ºC en janvier à 14,7 ºC en juillet; tandis que les temps minimales rangent de 13,2 ºC en janvier à 4,0 ºC en juillet. La pluviométrie est modérée basse: 645,7 mm par an, mais elle est relativement fréquente: avec 141.5 jours pluvieux. Évidemment, la ville n'est pas ensoleillée, parce qu'elle expérience 161.6 jours nuageux et seulement 59.6 jours clairs annuellement. La température la plus élevée enregistrée est de 46,2 ºC le 7 février 2009, tandis que la température la plus basse est de −5,4 ºC le 2 juillet 2017.
| Mois                                  | jan.      | fév.      | mars      | avril     | mai       | juin      | jui.      | août      | sep.      | oct.      | nov.      | déc.      | année           |
| ------------------------------------- | --------- | --------- | --------- | --------- | --------- | --------- | --------- | --------- | --------- | --------- | --------- | --------- | --------------- |
| Température minimale moyenne (°C)     | 13,2      | 12,9      | 11,4      | 8,8       | 6,7       | 4,7       | 4         | 4,6       | 5,8       | 7,6       | 9,7       | 11,4      | 8,4             |
| Température maximale moyenne (°C)     | 25,9      | 25,5      | 24        | 20,7      | 17,6      | 15        | 14,7      | 15,8      | 17,9      | 19,9      | 21,8      | 23,8      | 20,2            |
| Record de froid (°C) date du record   | 4,2 2009  | 3,5 1985  | 2 2002    | 0,5 1999  | −3 2003   | −3,2 1992 | −5,4 2017 | −4,5 1997 | −2,2 1943 | −1 1994   | 1,6 2008  | 2,5 2022  | −5,4 02/07/2017 |
| Record de chaleur (°C) date du record | 45,8 2019 | 46,2 2009 | 40,8 1998 | 37,5 1986 | 29,4 1997 | 25 2005   | 22,7 2017 | 27 1995   | 35,4 2017 | 35,8 2019 | 43,5 1997 | 43,6 2019 | 46,2 07/02/2009 |
| Précipitations (mm)                   | 50,7      | 44,4      | 47,6      | 56,7      | 43,6      | 63,2      | 46,4      | 37,2      | 50,2      | 62,6      | 80,2      | 62,5      | 645,7           |
| Nombre de jours avec précipitations   | 8,9       | 8,2       | 9,3       | 11,1      | 13,2      | 14        | 13,8      | 13,4      | 13,3      | 13,4      | 11,9      | 11        | 141,5           |
| Humidité relative (%)                 | 53        | 54        | 53        | 58        | 62        | 64        | 61        | 57        | 59        | 58        | 58        | 56        | 58              |

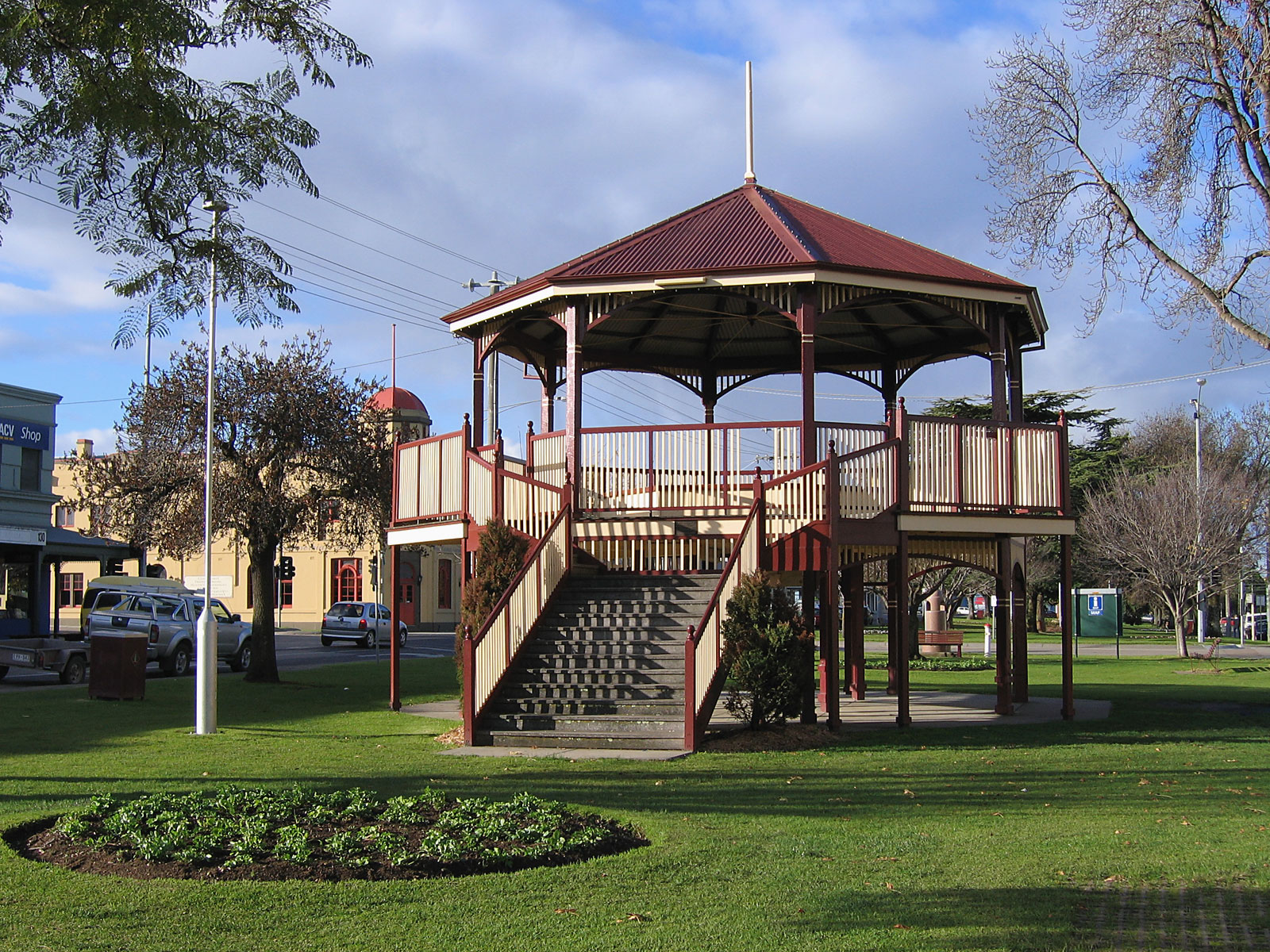
Le kiosque à musique
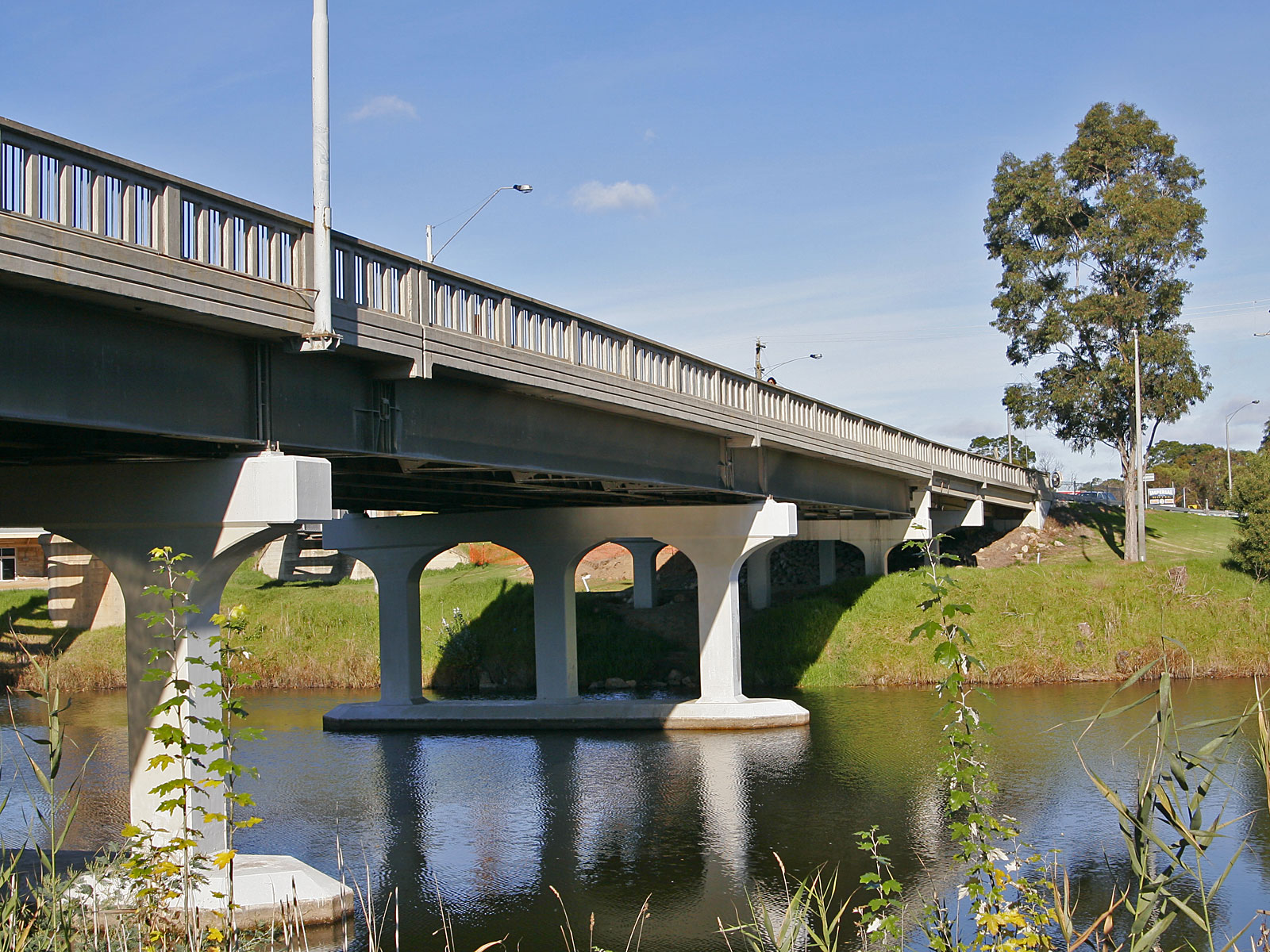
Le pont sur la rivière Mitchell

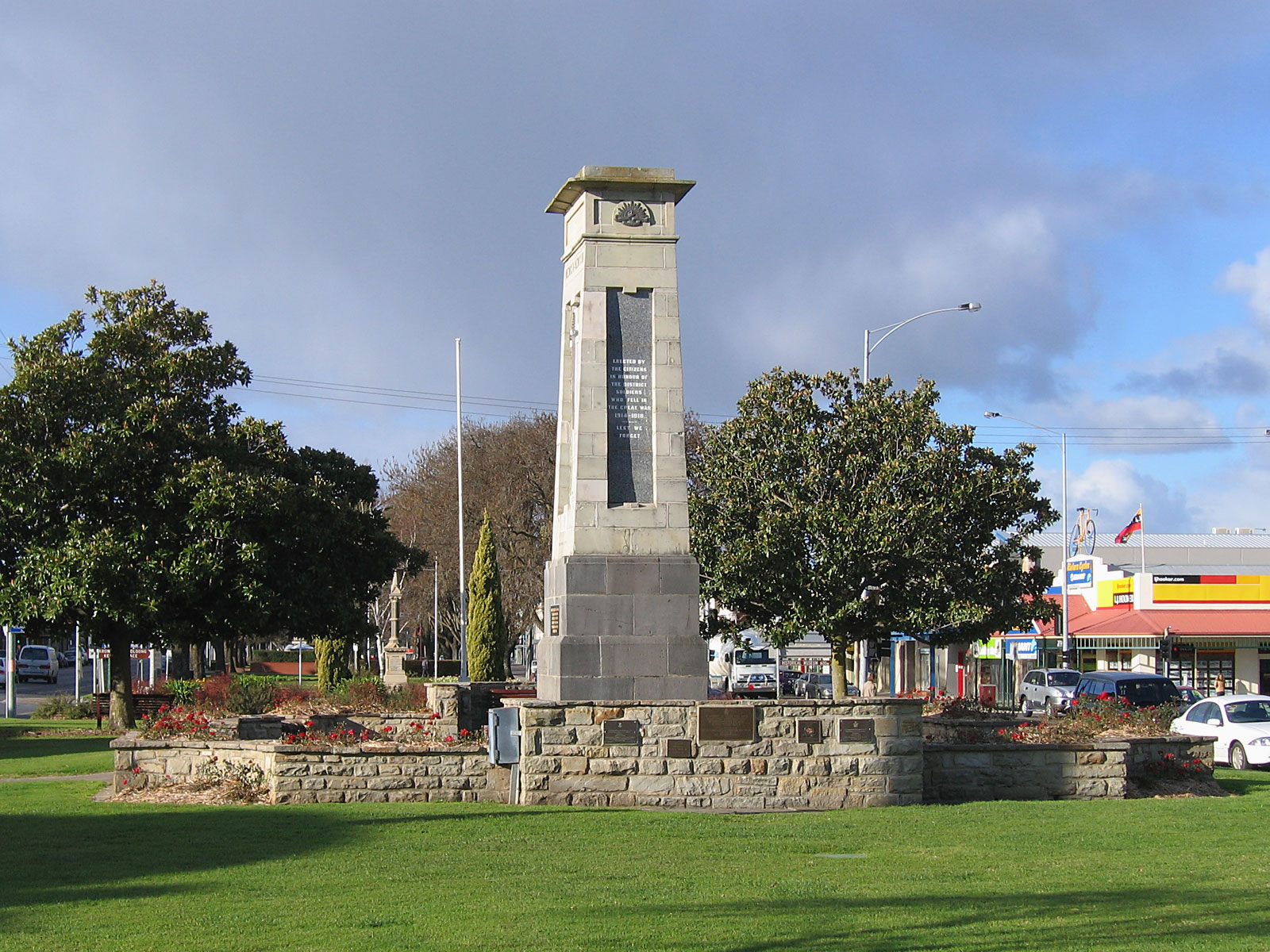
Le monument aux morts
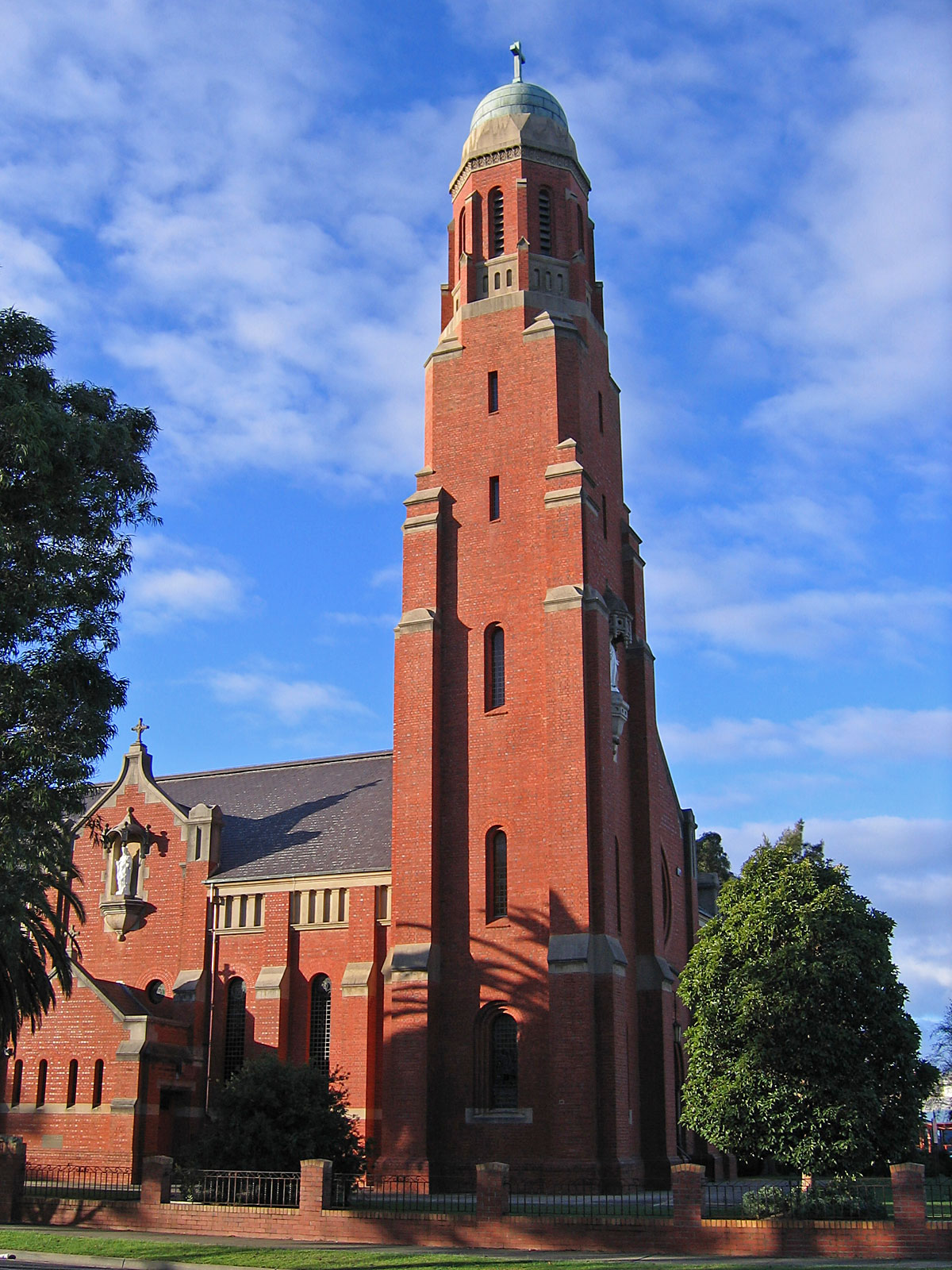
L'église catholique